# Ліван на зимових Олімпійських іграх 2010
Ліван на зимових Олімпійських іграх 2010 представляли 3 спортсмени в 1 виді спорту.

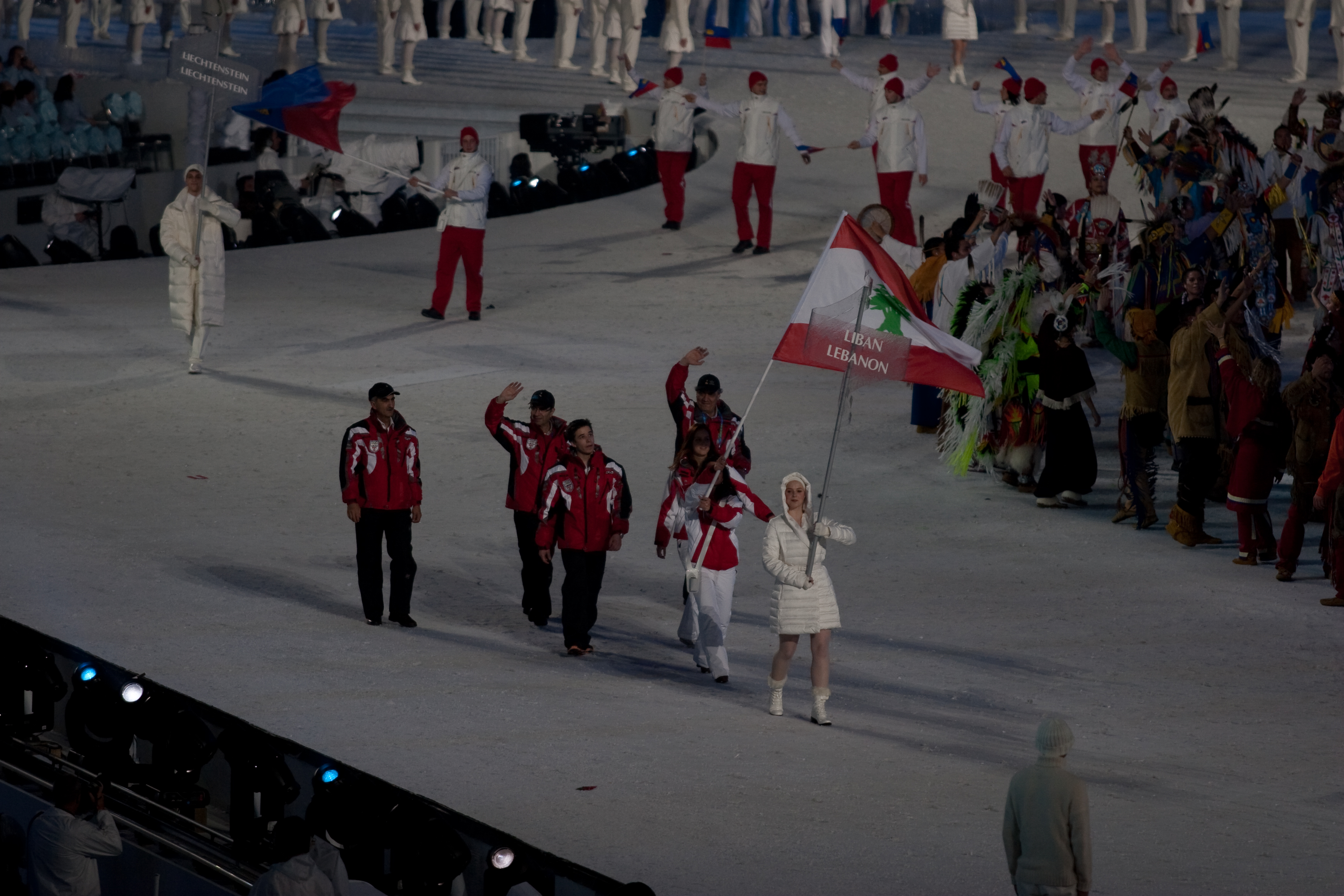
Збірна Лівану під час Параду націй на церемонії відкриття Олімпіади

## Результати змагань

### Гірськолижний спорт
Чоловіки
| Змагання           | Спортсмени | 1 спуск | 2 спуск | Всього | Відставання | Місце |
| ------------------ | ---------- | ------- | ------- | ------ | ----------- | ----- |
| Гігантський слалом | Гассан Аші | 1:27,19 | DNF     | -      | -           | -     |
| Слалом             | Гассан Аші | DNF     | -       | -      | -           | -     |

Жінки
| Змагання           | Спортсмени   | 1 спуск | 2 спуск | Всього  | Відставання | Місце |
| ------------------ | ------------ | ------- | ------- | ------- | ----------- | ----- |
| Супергігант        | Шірін Нджейм |         |         | 1:29,59 | +9,45       | 37    |
| Гігантський слалом | Шірін Нджейм | 1:23,28 | 1:18,33 | 2:41,61 | +14,50      | 43    |
| Слалом             | Шірін Нджейм | 58,97   | 59,23   | 1:58,20 | +15,31      | 43    |
| Слалом             | Жаки Шамун   | 1:09,41 | 1:08,62 | 2:18,03 | +35,14      | 54    |